# Арзуманян, Багдасар Айрапетович
Багдасар Айрапетович Арзуманян (арм. Բաղդասար Արզումանյան, 1 января 1916, Борисовка, Зангезурский уезд, Елизаветпольская губерния, Кавказское наместничество, Российская империя — 19 ноября 2001, Ереван, Армения) — советский и армянский архитектор. Внёс значительный вклад в армянскую архитектуру и прикладное искусство XX века. 

## Биография

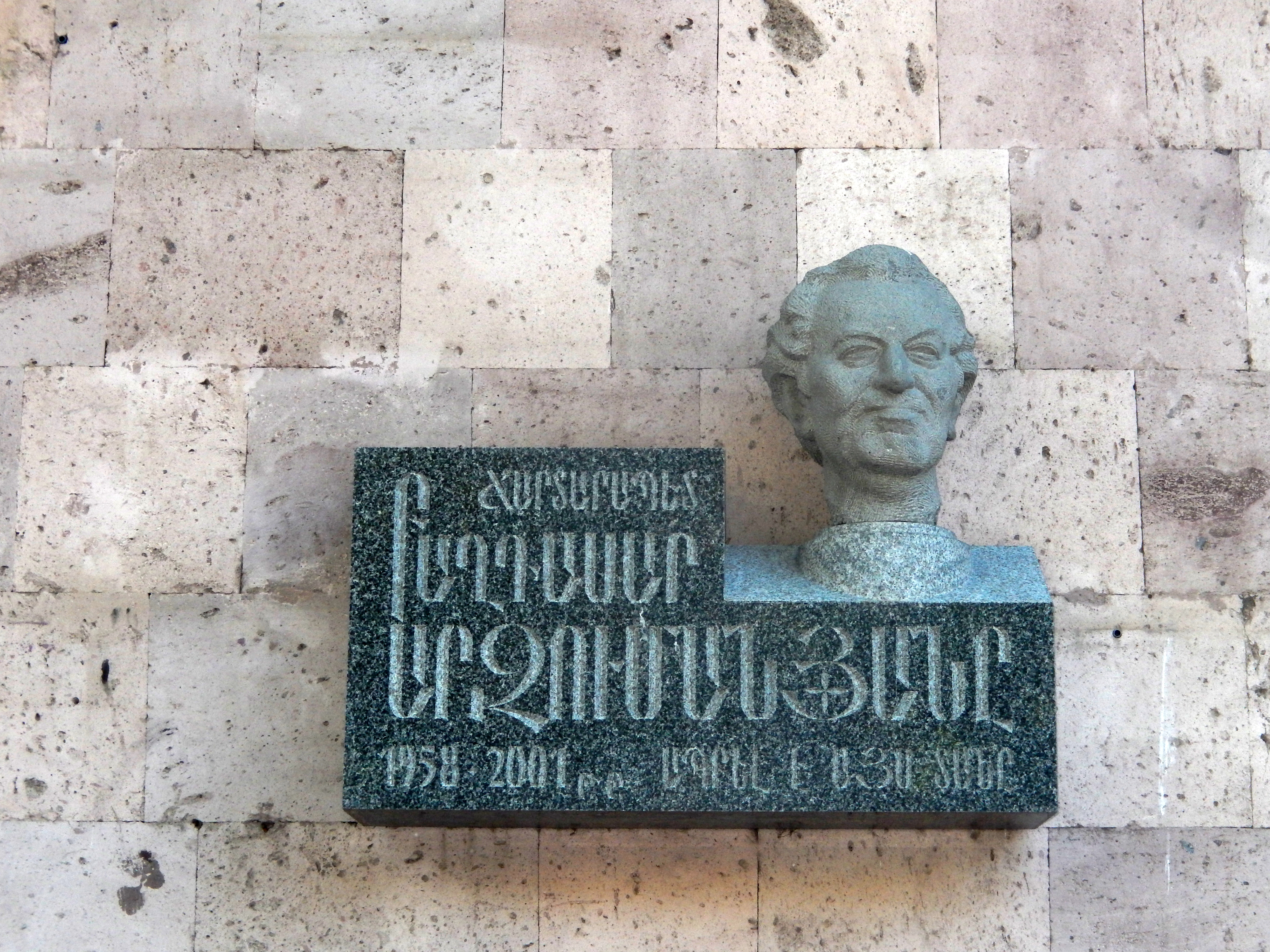
Мемориальная доска в Ереване

Родился в селе Борисовка (в советские годы — в Сисианского района Армянской ССР; ныне — село Цхук в Сюникской области Армении).
С 1928 по 1936 год учился в Техническом училище имени Александра Таманяна. В 1938 году был принят на строительный факультет Ереванского политехнического института, в 1941 году окончил 4-й курс. В 1942 году был призван в Советскую Армию, окончил Телавское зенитно-артиллерийское училище. Участник Великой Отечественной войны. Награждён орденом Красной Звезды и медалями. 
В 1946 году был демобилизован и вернулся в Ереван, чтобы продолжить учёбу. Окончил институт в 1949 году.
В конце 1950-х совместно с академиком Оганесом Маркаряном выполнил проект гостиницы «Гугарк» в Кировакане (совр. Ванадзор). В 1968 году музея «Эребуни» (совместно со Шмавоном Азатяном).
После Перестройки выполнил ряд построек в сотрудничестве с Эчмиадзинским католикосатом. Внёс большой вклад в проектирование и строительство новых зданий и сооружений в Эчмиадзине (гостиница «Ванатун» (1966), памятник «Диаспора» (1988), хачкар (1991)).
Скончался 19 ноября 2001 года в Ереване. От имени Католикоса всех армян Гарегина II соболезнования семьи покойного лично выразил епископ ААЦ Парен Аветикян. Похоронен на Тохмахском кладбище (Городской пантеон-2).

## Некоторые известные работы
- Станция метро «Давид Сасунский» Ереванского метрополитена (1981)
- Ереванская канатная дорога
- Главное здание музея «Эребуни»
- Дегустационный зал Ереванского коньячного завода
- Жилой дом с кассами Аэрофлота на улице Свердлова (ныне — улица Павстоса Бузанда) в Ереване

## Память
В Ереване на д. 5/1 на улице Чаренца установлена мемориальная доска.